# Joseph Rosales
Joseph Yerimid Rosales Erazo (ur. 6 listopada 2000 w Tegucigalpie) – honduraski piłkarz występujący na pozycji środkowego pomocnika, reprezentant Hondurasu, od 2021 roku zawodnik amerykańskiej Minnesoty United.